# Batalla de Fort Beauséjour
La Batalla de Fort Beauséjour fue la primera gran ofensiva británica de la guerra franco-india. Tuvo lugar entre el 3 y el 16 de junio de 1755 y resultó una victoria inglesa.

## La batalla
En junio de 1755, el teniente coronel Robert Monckton, comandando una flota de 31 barcos de transporte y tres navíos de guerra que transportaban 270 regulares británicos y 2.000 milicianos entró en la Bahía Cumberland. Los barcos anclaron en la desembocadura del Río Missaguash y las tropas desembarcaron sin oposición. Usaron el cercano fuerte británico Fort Lawrence para descansar. La ofensiva comenzó el 3 de junio con un avance cuidadoso y metódico hacia la fortificación francesa de Beauséjour. Cuando las tropas estaban suficientemente cerca, Monckton comenzó a bombardear el fuerte con morteros.
Aunque el comandante de Fort Beauséjour desafió a los ingleses durante dos semanas, había poco que los franceses podían hacer contra un ejército tan numeroso como el que les atacaba. El 16 de junio el fuego de mortero terminó de destruir las defensas francesas y malhirió a muchos soldados. Los franceses capitularon el 16 de junio.
Al día siguiente, los franceses abandonaron el fuerte cediendo la frontera con Acadia con lo que los ingleses prácticamente controlaban Nueva Escocia.

## Consecuencias
La campaña de 1755 no fue una victoria estratégica decisiva y no llegó siquiera a amenazar la supremacía francesa en Nueva Francia sobre todo por la desastrosa derrota de Edward Braddock en la batalla de Monongahela. Sin embargo el impacto en los Acadios fue desastrosa. los acadios se habían declarado neutrales en la guerra, pero durante esta batalla algunos se vieron envueltos en el combate del lado francés. Esto sembró las dudas sobre su neutralidad y conllevó una represión por parte de los ingleses, quienes los deportaron de sus tierras. Muchos de estos acadios se trasladaron a Luisiana, surgiendo así el pueblo cajún.